# Saint-Émilion
Saint-Émilion là một xã nhỏ thuộc quận Libourne, tỉnh Gironde gần thành phố Bordeaux, Pháp. Xã này nổi tiếng với các cánh đồng nho và cơ sở làm rượu vang ở xung quanh. Năm 1999 vùng trồng nho Saint-Émilion (Juridiction de Saint-Émilion) đã được UNESCO đưa vào danh sách Di sản thế giới với tư cách một vùng đất lịch sử với nhiều di tích có từ thời Trung cổ và truyền thống làm rượu vang nổi tiếng.

## Lịch sử
Khu cư trú Saint-Émilion có lịch sử từ thời Tiền sử. Từ khoảng thế kỉ 2, những người La Mã đã bắt đầu trồng nho trên những cánh đồng xung quanh Saint-Émilion và thế kỉ 4 nhà thơ Latin Ausonius đã có những bài thơ ca ngợi về sự màu mỡ của vùng đất này. Saint-Émilion được đặt theo tên của tu sĩ Émilion, một giáo sĩ nghe xưng tội đã dừng chân tại đây trong một hang đá vào thế kỉ 8.

## Đặc điểm
Saint-Émilion nằm cách thành phố Bordeaux 35 km về phía Đông Bắc, giữa Libourne và Castillon-la-Bataille, với độ cao trung bình 23 m trên mặt nước biển.
xã này là một trong bốn vùng sản xuất rượu vang đỏ chính của Bordeaux cùng với Médoc, Graves và Pomerol. Hai cánh đồng nho của vùng này được xếp hạng Premiers grands crus classes A là Château Ausone và Château Cheval Blanc, ngoài ra còn có 13 cánh đồng xếp hạng Premiers grands crus classés B và 47 xếp hạng grands crus classés.

## Di tích
- Nhà tu kín Saint-Émilion
- Nhà nguyện Thánh Ba ngôi
- Các hầm mộ
- Nhà thờ bằng đá nguyên khối (nhà thờ thứ hai dạng này trên thế giới)
- Các cánh đồng nho của Saint-Émilion
- Tháp Roy

## Hình ảnh

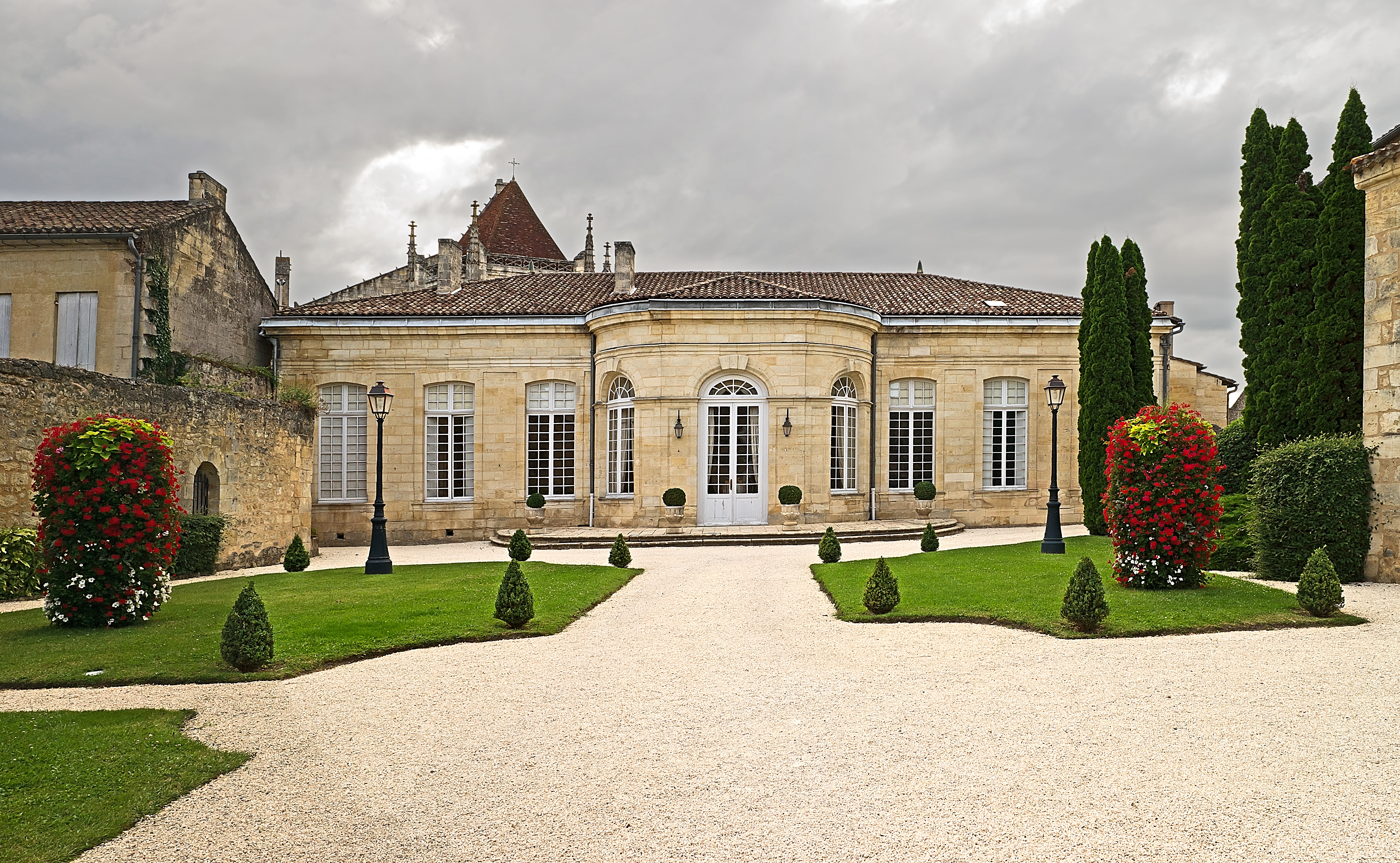
Tòa thị chính
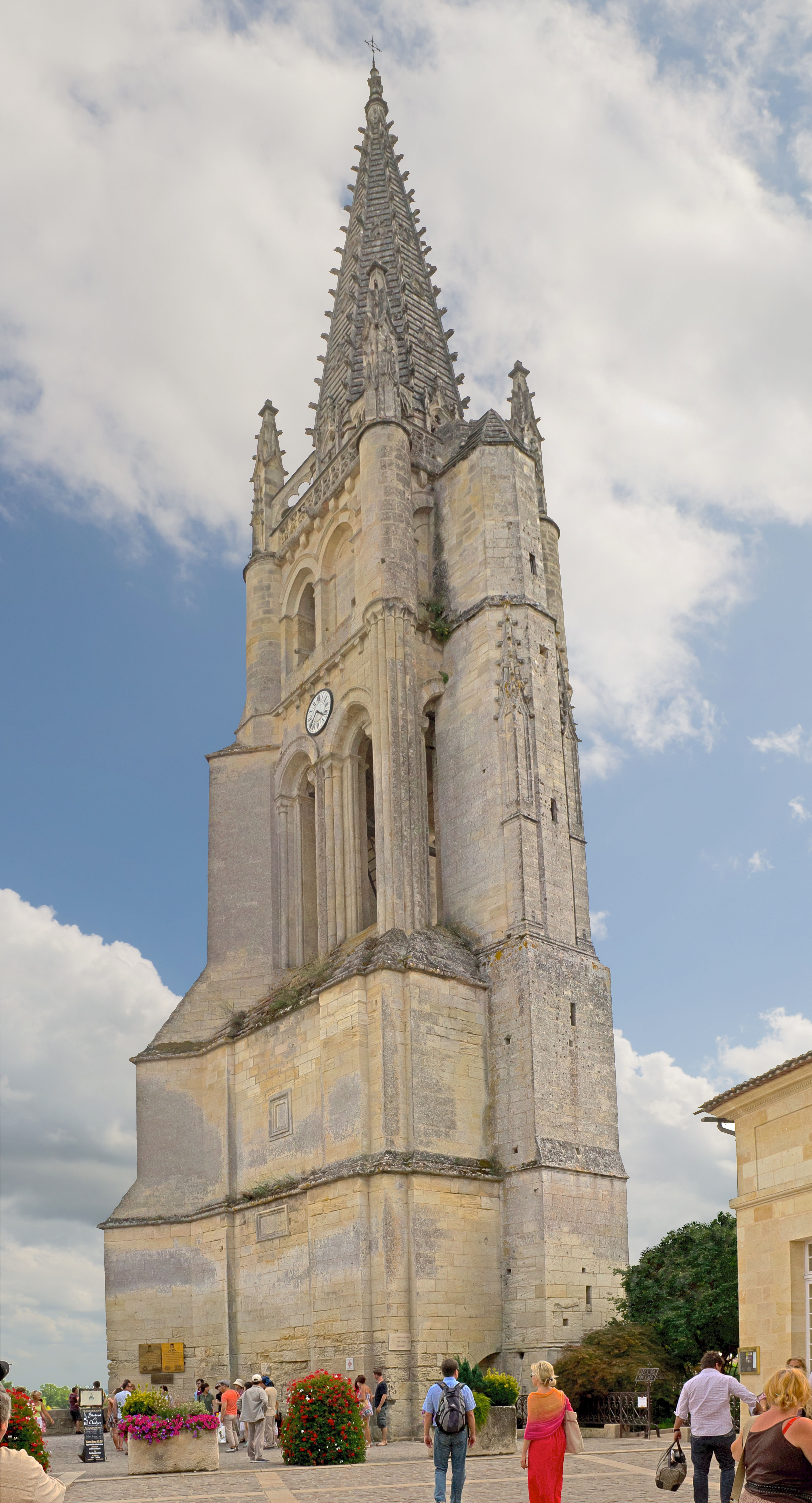
Gác chuông
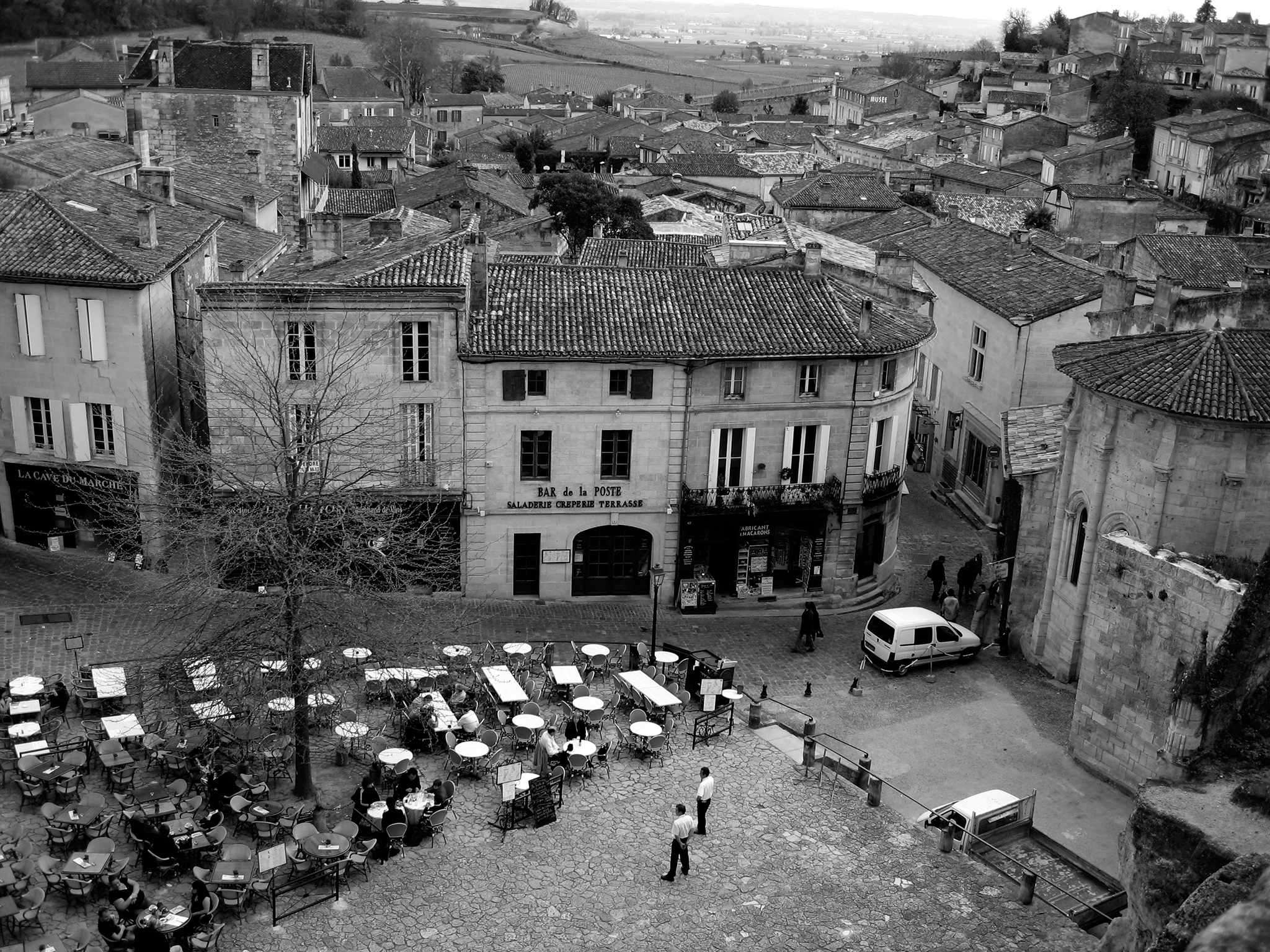
Quảng trường, phía xa là cánh đồng nho
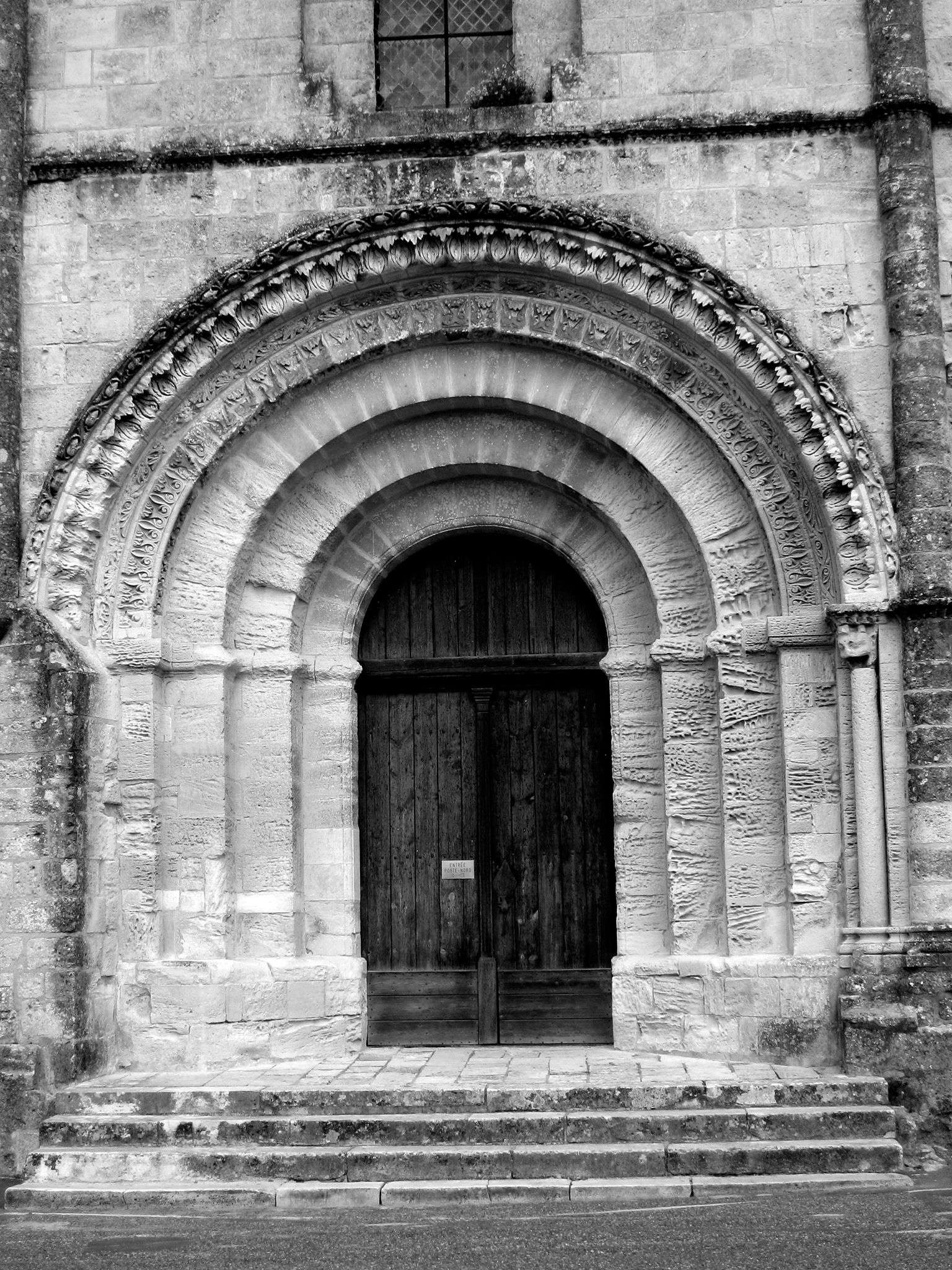
Cổng chính của nhà thờ
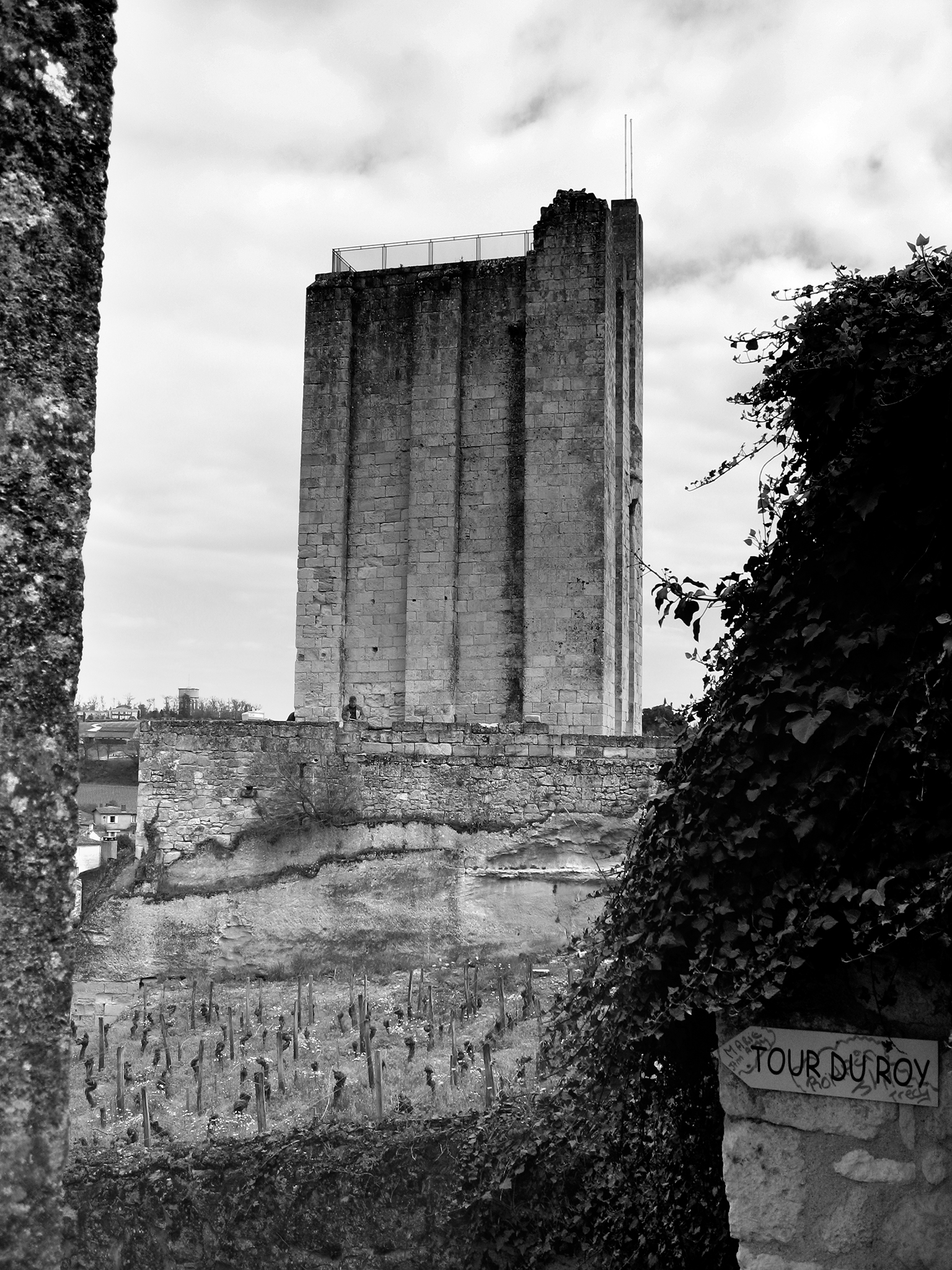
Tháp Roy
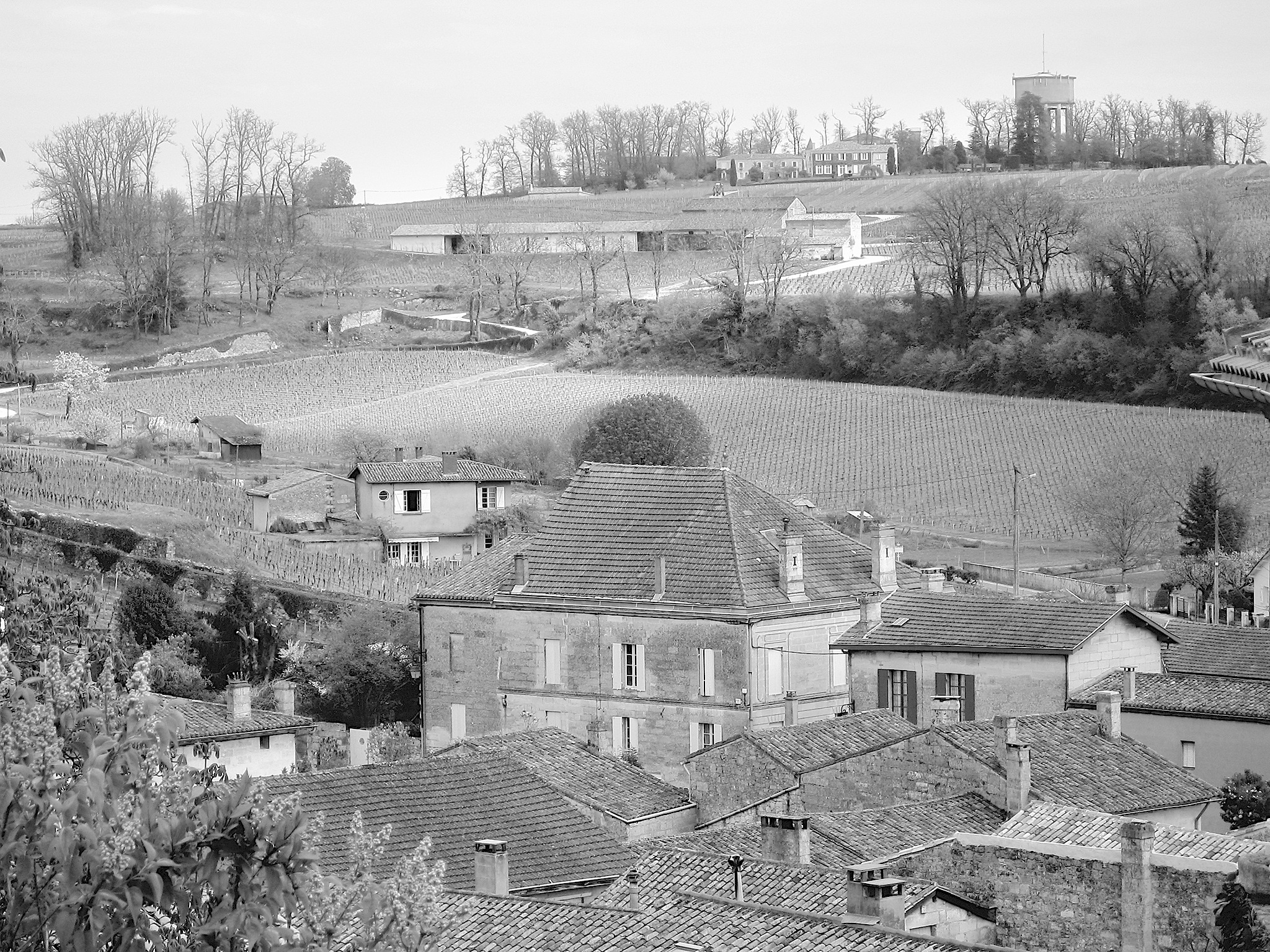
Các sườn đồi bao quanh
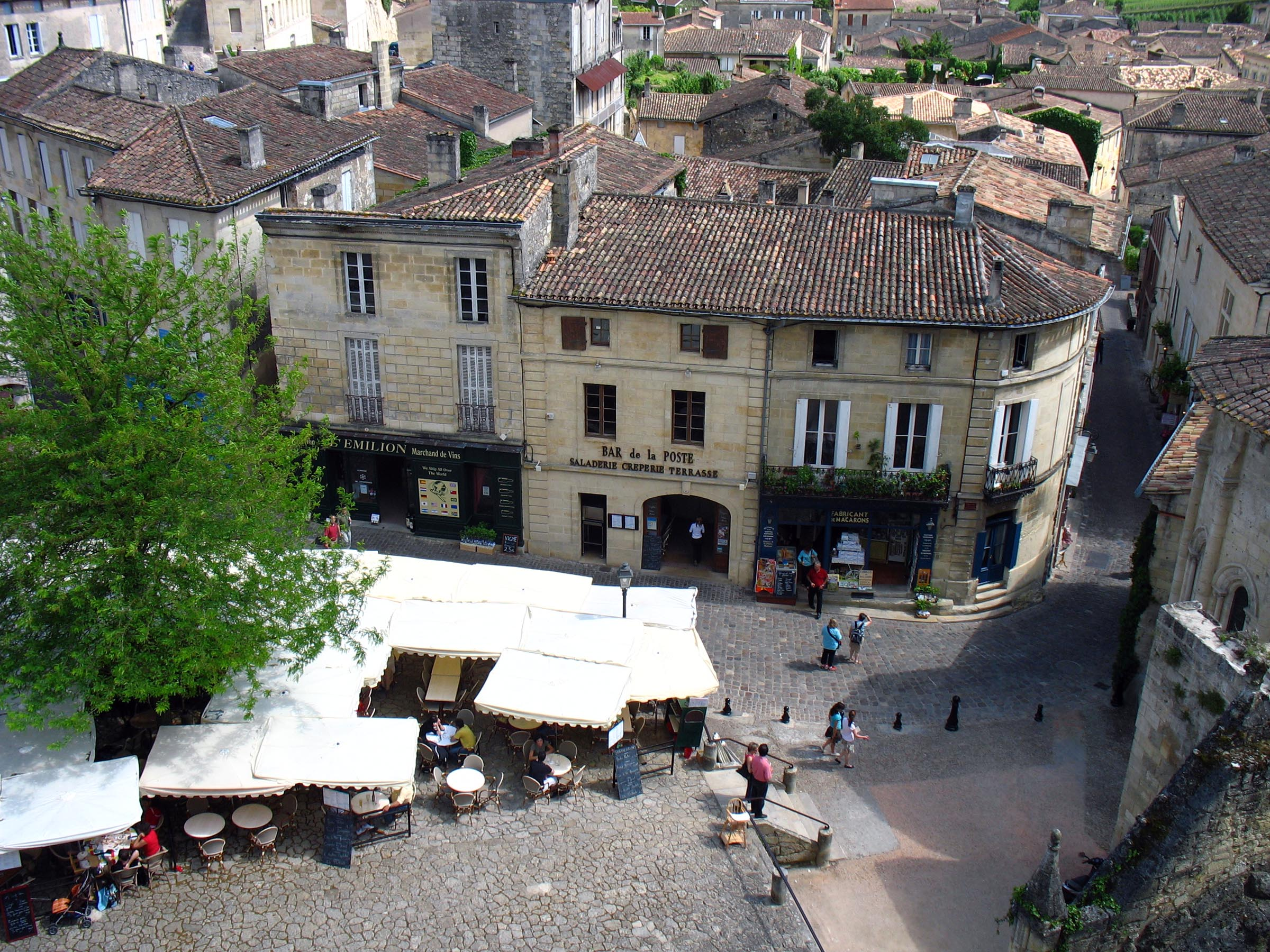
Sân trước nhà thờ
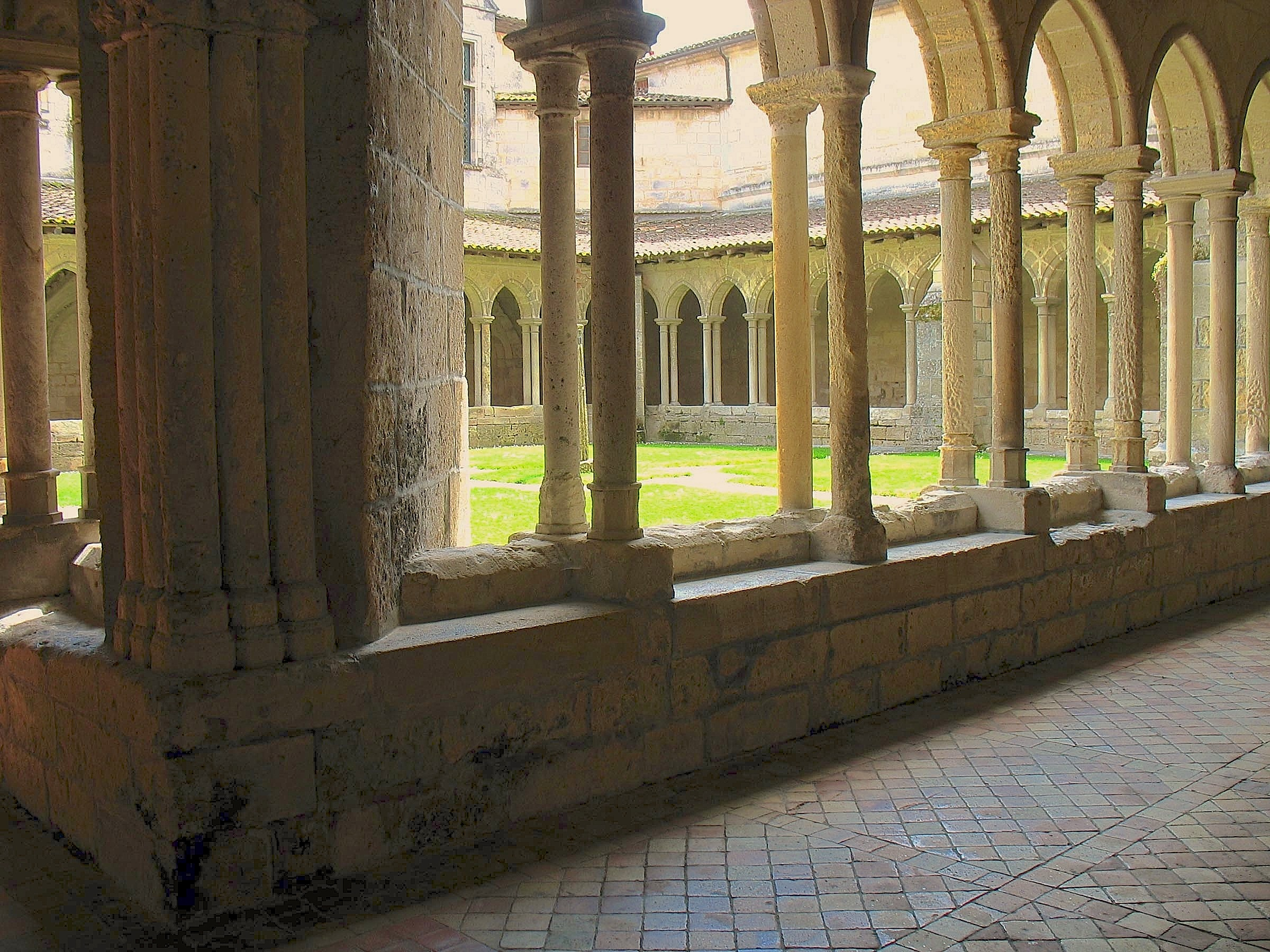
Hành lang tu viện
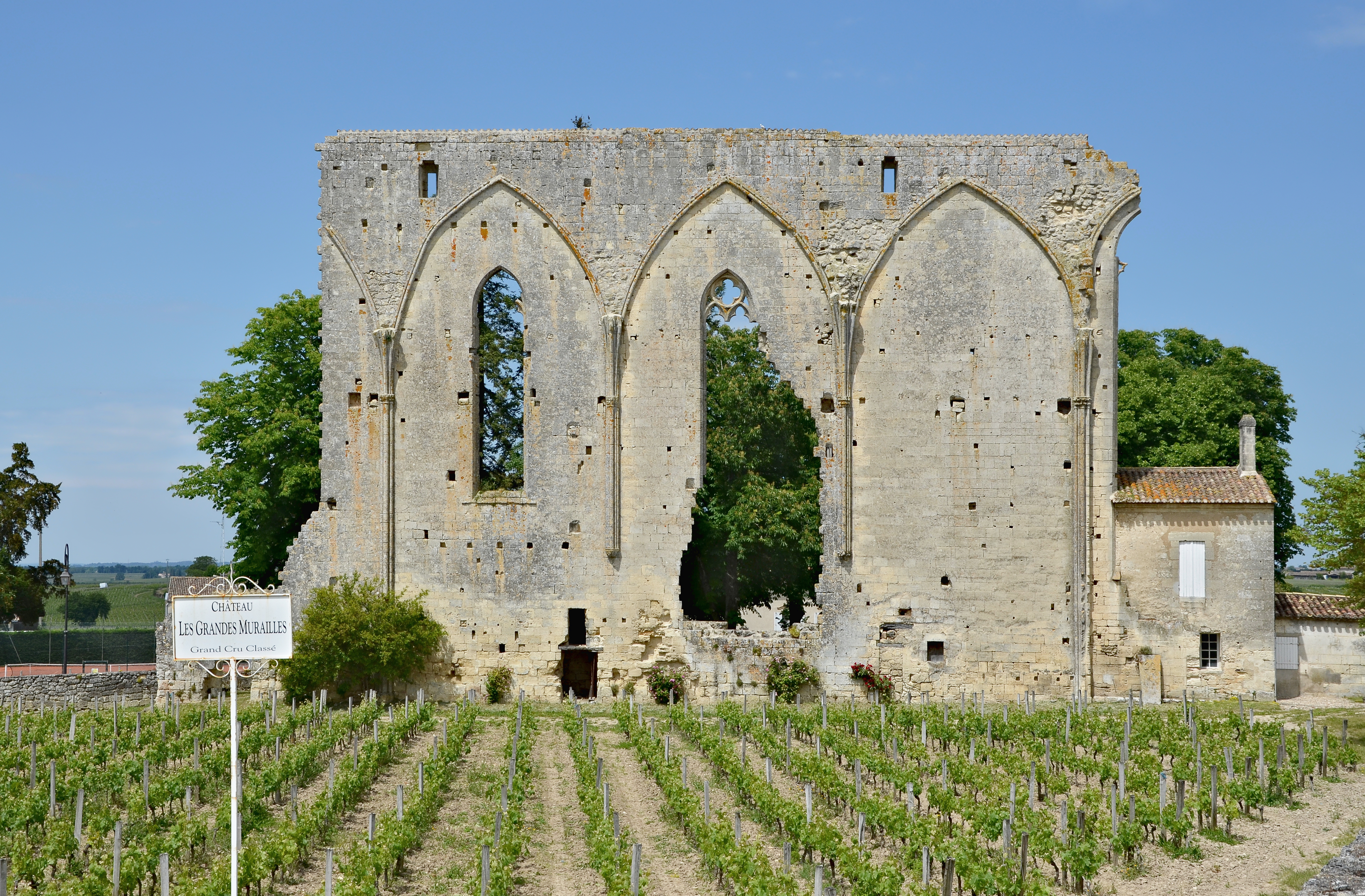

## Người Saint-Émilion nổi tiếng
- Marguerite-Élie Guadet